# Dennis Moorman
Dennis Moorman (New York, 27 maart 1940 - aldaar, 15 december 2002) was een Amerikaanse jazzpianist, arrangeur en hoogleraar.

## Biografie
Moorman stamde uit een muzikale familie, zijn ouders waren beide pianisten en daar kreeg hij ook zijn eerste lessen. Zijn oom Wilson Moorman was percussionist, zijn tante  Melba Moore was organiste en pianiste. Na college ging hij in dienst bij de Amerikaanse luchtmacht en was hij lid van de Rocky Mountain Air Force Band in Denver. Terug in New York studeerde hij aan de Manhattan School of Music (Bachelor en Master of Music). In 1984 promoveerde hij aan de New York University. Vanaf de jaren 70 werkte hij als begeleider en muzikaal leider van talrijke vocalisten, zoals Sammy Davis Jr., Dakota Staton, Melba Moore, Brock Peters, Thelma Carpenter, Novella Nelson, Thelma Carpenter en Bette Midler. Tevens werkte hij mee aan meerdere Broadway-producties, waaronder Fiddler on the Roof, Ain't MisBehavin', Sophisticated Ladies, Uptown It's Hot, The Wiz en Timbuktu.
Moorman werkte vanaf de laten jaren 70 in New York tevens samen met Cecil McBee, hij trad met hem op in jazzclub Sweet Basil (te horen op de livealbums Music from the Source en Compassion - Music from the Source Vol. 2, alsook het studioalbum Destiny's Dance). In 1982 nam hij de soloplaat Circles of Destiny op (India Navigation), een album met eigen composities. In de jaren 80 en 90 speelde hij met het Neo-Bass Ensemble van Lisle Atkinson en trad hij met een eigen trio op in New Yorkse jazzclubs. In de jazz speelde hij tussen 1971 en 2001 mee op acht opnamesessies, onder ander van Steve Adelson (The New Sticket).
Moorman was hoogleraar aan het York College (City University of New York).